# Экаллатум
Экаллатум — древний город в Месопотамии на среднем течении Тигра, который, вероятно, следует помещать на левом берегу реки, примерно в 50 км к югу от Ашшура. Являлся столицей царства Верхней Месопотамии, основанного Шамши-Ададом I. Ещё при жизни Шамши-Адада на трон Экаллатума был посажен его старший сын Ишме-Даган I.